# Hydropelta
Hydropelta is een geslacht van uitgestorven schildpadden uit het Laat-Jura uit mariene afzettingen in het Jura-gebergte in Oost-Frankrijk.

## Naamgeving
Victor Thiollière benoemde in 1851 een soort van Chelone: Chleone meyeri. De soortaanduiding eert Hermann von Meyer. In 1860 werd het geslacht door Von Meyer omgedoopt tot Hydropelta, 'waterschild'.
Het holotype is MHNL 20015611, een gedeeltelijk schild gevonden in de lithografische kalksteen van Cerin, die dateert uit het late Kimmeridgien. Van het schild is de rechterhelft bewaard; Thiollière en Von Meyer zagen deze nog aan voor de linkerhelft. Verder zijn er geen exemplaren bekend.
Net als veel andere eurysternide taxa, is Hydropelta soms beschouwd als dezelfde soort als Eurysternum; Oertel (1915) zag het als een synoniem van dat geslacht. Lapparent de Broin et al. (1996) meenden dat het mogelijk een synoniem was van Solnhofia. 

## Beschrijving
Hydropelta onderscheidt zich echter van andere eurysterniden door de goed ontwikkelde costoperiferale fontanellen, een puntige en verlengde voorste lob van het plastron en een grote buitenste fontanel in het plastron.